# Makkari
Makkari è un personaggio immaginario creato da Jack Kirby, appartenente ai fumetti Marvel Comics; il suo nome, nelle prime edizioni, era riportato come Makarri. Makkari è un Eterno ed è noto anche con il nome umano di Mark Curry. Tramite un'operazione di retcon, è stato rilevato che in passato Makkari ha avuto le identità di Mercury e Hurricane, due personaggi apparentemente non correlati fra loro e protagonisti di alcune storie degli anni 1940 realizzate dalla Timely Comics.

## Biografia del personaggio
Makkari è uno degli Eterni (una specie di umanoidi immortali creati dai Celestiali per proteggere e guidare l'umanità) e viene creato da Tiamut, il Celestiale Dormiente, che desidera avere fra le file degli Eterni un esemplare con il dono della velocità.
Makkari viene conosciuto con molti nomi, nel corso dei millenni. Nell'Antico Egitto insegna la scrittura agli umani, che lo chiamano Toth. Nell'Antica Roma viene riconosciuto come Mercurio, dio dei viaggi e dei trasporti.
Per tutti questi anni Makkari rimane fedele al suo leader, Zuras, è amico di Ikaris, Ajak e Thena e si contrappone ai tentativi di ribellione di Eterni come Druig o Gilgamesh; ha anche spesso relazioni sentimentali con Sersi, anche se i due si lasciano e si riappacificano molto frequentemente.

### Mercury e Hurricane
Durante gli anni 1940, Makkari viene inviato, con il nome di Mercury, dal suo regnante Zuras a combattere il Deviante Warlord Kro, che in quel periodo era un dittatore in Prussia con il nome di Rudolph Hendler. Dopo averlo inizialmente sconfitto, Makkari continuerà a combatterlo durante la seconda guerra mondiale con l'identità di Hurricane.

### Gli Eterni di Jack Kirby
Quando, a metà del Novecento i Devianti, capeggiati da Kro, tentano la conquista del mondo, Makkari è fra i protagonisti dei principali scontri e si fa riconoscere dagli umani.

### Gli Eterni di Neil Gaiman e John Romita Jr.
Il ruolo di Makkari ha un'importanza maggiore in seguito agli eventi innescati da Sprite. L'Eterno Sprite, infatti, altera la realtà trasformando gli Eterni in esseri umani e annullando i loro ricordi. Makkari viene ad assumere l'identità di Mark Curry, uno studente di medicina.
La guerra civile fra i supereroi è appena finita. Ikaris (in parte consapevole di quanto è accaduto agli Eterni) contatta Mark/Makkari e gli dice, fra le altre cose, che Sprite (che ora è una star della televisione) è un Eterno, ma non gli viene dato ascolto; Makkari incontra in seguito Sersi (totalmente ignara dell'accaduto) e fra i due torna a sbocciare lo storico amore.
Durante un ricevimento organizzato da Sersi, Makkari scopre i propri poteri, salvando decine di persone nel corso di un enorme sequestro.
In seguito Makkari si reca da Sprite, in California, dato che è uno degli Eterni nominatigli da Ikaris.
Sprite, tuttavia, lo inganna: dopo avergli fatto credere di essere dalla sua parte, fa in modo che Makkari aggredisca Tiamut, che giace sottoterra nel parco vicino al Golden Gate.
Makkari entra in uno stato di catalessi, visto che un Eterno non può per nessuna ragione attaccare un Celestiale.
Sprite viene a sua volta ingannato da due Devianti, che venerano Tiamut come l'unico Dio e vogliono riportarlo in uno stato cosciente: la chiave per fare ciò è un Eterno, e i due hanno a disposizione Makkari in stato comatoso.
In questo stato Makkari viene contattato da Tiamut, il quale lo incarica di riportare il suo verbo (solo un Eterno può comunicare con i Celestiali: in precedenza questo Eterno era Ajak).
Risvegliatosi insieme al Celestiale, con nuovi poteri al limite del divino, Makkari è ora un messia dei Celestiali, destinato, secondo la tradizione, a soffrire e a far soffrire le persone care.
Zuras incarica poi Makkari, Ikaris e Thena di andare a cercare tutti gli Eterni celati dietro un aspetto umano.

### Secret Invasion
Agli inizi dell'invasione Skrull, Atena, Ercole e Amadeus Cho si recano nei pressi del Celestiale Dormiente, vicino al Golden Gate Bridge, per parlare della minaccia Skrull a un consiglio con tutti i pantheon della Terra. Il Celestiale Dormiente avvisa Makkari che al Golden Gate Bridge si troveranno "i Dimenticati" (ovvero gli dei), ma Makkari non traduce bene il linguaggio del Celestiale e capisce "il Dimenticato": crede dunque che Gilgamesh, l'Eterno Dimenticato, sia al Golden Gate. Ikaris e Thena giungono sul posto per riportare Gilgamesh alla sua natura di Eterno, scambiano Ercole per Gilgamesh e la vicenda termina in uno scontro, che si risolve velocemente quando Makkari capisce l'errore.

### Uccidere un dio
Nella serie Uccidere un dio prosegue la ricerca degli Eterni che hanno ottenuto forma umana. Ajak è tuttavia pazzo di gelosia, da quando Makkari ha preso il suo posto come voce dei Celestiali, e organizza un complotto: dopo aver ingannato Gilgamesh, il Dimenticato, lo spinge ad attaccare Makkari, che viene brutalmente ucciso. Intanto Ajak ha preso il controllo sulla mente del figlioletto umano di Thena, grazie al quale riesce a raggiungere le camere di riattivazione (che servono a riportare in vita gli Eterni) e a distruggere quella di Makkari.
Makkari si trova ora in un limbo, fra la vita e la morte, senza un corpo. Sersi si sacrifica però per lui: dopo aver trasformato il proprio corpo in quello di Makkari, prende il suo posto nel limbo.

## Poteri e abilità
Makkari possiede le abilità di tutti gli Eterni: ha la capacità di manipolare la materia e l'energia, è dotato di forza e resistenza molto superiori a quelle di un normale essere umano, ha campo di forza a contatto con la pelle che si attiva per proteggerlo, ha una capacità di guarigione rapidissima, può respirare sott'acqua, può levitare, può esercitare limitata telepatia e non invecchia. Qualora venisse ucciso, inoltre, il suo corpo verrebbe ricreato, adulto e con i ricordi intatti, nella Camera di attivazione situata ad Olympia.
Makkari possiede inoltre abilità che gli altri Eterni non hanno. Può correre, muoversi e pensare a una velocità prossima a quella della luce: quando lo fa, infatti, i colori davanti a lui tendono al rosso, dietro di lui tendono al blu (questi due colori sono alle due estremità opposte dello spettro visibile).
Può inoltre comunicare con i Celestiali: dopo aver avuto questo dono, Makkari è stato anche in grado di riportare in vita un morto imponendo le mani e dicendo: «Guarisci», segno dei poteri divini che Tiamut ha voluto donargli.

## Origine del nome
Come molti degli altri Eterni, Makkari è stato scambiato dagli umani per un dio e in particolare, nell'Antica Roma, per Mercurio: l'origine del nome è dovuta al fatto che, in lingua anglosassone, la parola Makkari si pronuncia in modo similissimo al termine inglese che indica Mercurio, Mercury (pronuncia /ˈmɜː(ɹ)k.jə.ɹi/).

## Altri media

### Cinema

#### Marvel Cinematic Universe
La versione femminile e sorda di Makkari appare per la prima volta nel film del Marvel Cinematic Universe Eternals (2021), interpretata da Lauren Ridloff. È una degli Eterni, sorda, dotata del potere cosmico della super-velocità. Dopo la divisione degli Eterni si è ritirata nell'astronave Domo intrattenendosi con la lettura di numerosi libri. Apparentemente è legata sentimentalmente a Druig, con cui parte per l'universo insieme a Thena dopo aver scongiurato l'Emersione per trovare altri Eterni e convincerli a rinunciare alla loro missione. Successivamente lei e i suoi compagni ricevono la visita del principe di Titano, Eros, e di Pip il Troll, i quali si offrono di aiutarli a soccorrere i loro amici.

### Videogiochi
Makkari compare in:
- Marvel Future Fight
- Marvel Duel